# Bilprovningen

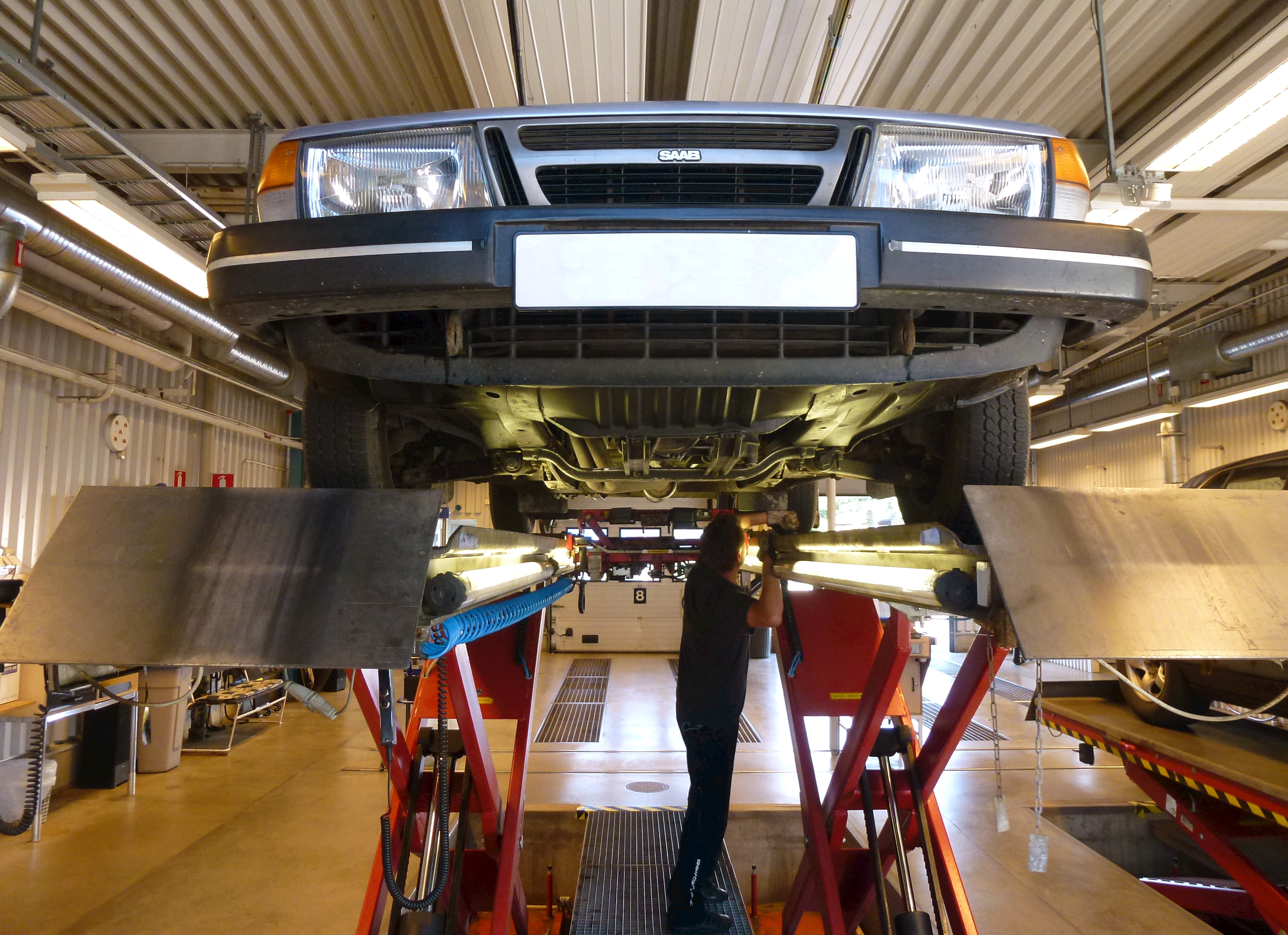
Besiktning av en SAAB 900 GL, 1984.

Aktiebolaget Svensk Bilprovning, kallad Bilprovningen, är ett företag med uppgift att utföra kontrollbesiktningar och registreringsbesiktningar av motorfordon och släpfordon i Sverige.
De hade 95 besiktningsstationer för den 15 februari 2021 och under år 2020 utfördes det 1,4 miljoner kontrollbesiktningar.

## Historia
AB Svensk Bilprovning bildades i september 1963. Drygt ett år senare, den 1 januari 1965, blev periodisk kontrollbesiktning obligatorisk för alla registrerade motorfordon och släpvagnar. Företaget hade då 108 permanent öppna stationer och 27 oregelbundet öppna. Företaget tog också över majoriteten av de fordonskontroller som tidigare utförts av Statens Bilinspektion, den statligt ägda företrädaren.
Det första verksamhetsåret besiktades bara bilar som var fem år gamla eller äldre. År 1966 inkluderades även fyraåringarna, och 1967 även treåringarna. Så långt sträckte sig de ursprungliga planerna; de första årens besiktningar visade dock på så dåliga besiktningsresultat även för de tre år gamla bilarna, att man 1970 bestämde att även besikta tvååringarna.
Årlig kontrollbesiktning för alla registrerade motorfordon och släpvagnar från två års ålder var huvudregeln under två decennier: från 1971 till 1991. Från och med 1992 måste tunga fordon och fordon i offentlig tjänst (till exempel utryckningsfordon) kontrollbesiktas årligen.  Från och med 1992 till 1997 kontrollbesiktades personbilar och andra lätta fordon första gången vid två års ålder; nästa gång efter ytterligare två år och därefter årligen. Från och med 1998 kontrollbesiktas dessa fordon första gången efter tre år. Inställelsen till kontrollbesiktningen sker följaktligen efter mönstret 3+2+1+1+1 et cetera. År 2004 ändrades inställelseperioden för motorcyklar och lätta släp; dessa kontrollbesiktas nu vartannat år. Personbilar som är äldre än 30 år besiktas också vartannat år.
Redan från starten publicerade Bilprovningen utfallet av kontrollbesiktningarna för olika fordonsslag, vilket man var tämligen ensam om i ett globalt perspektiv. Åren 1966-1991 publicerades besiktningsstatistiken i boken Bilens svaga punkter, som innehöll resultat för samtliga fordonsslag. År 1992 inleddes ett samarbete på bilområdet med Konsumentverket, vilket ledde till den mer konsumentinriktade publikationen Bilar - Starka sidor & svaga punkter. Denna innehöll bara resultat från personbilsbesiktningar. Från starten 1966 utgavs parallellt även en engelsk version, Weak Points of Cars (senare Cars - Weak & Strong Points). År 2002 driftsattes, även detta i samarbete med Konsumentverket, den webbaserade gratistjänsten Begbilguiden, som år 2009 efterträddes av Bilsmart. I februari 2012 meddelades att denna tjänst läggs ned, då man i fortsättningen inte längre ansåg sig ha tillräckligt stort statistiskt underlag.
I september 2009 utförde Bilprovningen sin 200 miljonte kontrollbesiktning sedan starten 1965.
Den 1 juli 2010 avskaffades Bilprovningens monopol på kontrollbesiktning av motorfordon och marknaden öppnades för konkurrenter. I juni 2011 hade tre privata bolag tillsammans 13 stationer, medan Bilprovningen hade runt 200.
Som en direkt följd av det svaga intresset för nyetablering av konkurrerande bilprovningsföretag beslöt ägarna i januari 2012 att det befintliga stationsnätet skulle delas geografiskt i tre lika stora delar, varav en del skulle behållas av Bilprovningen. De övriga två delarna skulle säljas till hugade spekulanter. Genom detta förfarande hoppades regeringen kunna stimulera en nyetablering och i slutänden främja konkurrensen på besiktningsmarknaden. I juli samma år tecknades ett avtal om att sälja 70 av Bilprovningens stationer i Mälardalen och norra Sverige för 375 miljoner kronor till Opus Group AB. Den 5 november 2012 slutfördes försäljningen Dessa hör numera till Opus Bilprovning AB, ett dotterbolag till Opus Group.
I november 2012 såldes Bilprovningens rörelsefastigheter till Söderport Fastigheter AB. Bilprovningens huvudkontor flyttades den 10 mars 2012 till Kista, efter att i drygt 40 år ha legat i Vinsta.
Den 18 mars 2013 delades AB Svensk Bilprovning i två delar genom att staten behöll 52 procent av tillgångarna medan 48 procent fördes över till ett holdingbolag, FBYB Holding, som ägdes av sexton branschorganisationer och försäkringsbolag som tidigare var delägare i bolaget. De 56 stationerna i denna del hade 450 anställda. Investmentbolaget Volati AB fick i uppdrag att driva stationerna och hade en option på att köpa verksamheten 2015. vilket man också gjorde.  Besiktningsverksamheten marknadsfördes under namnet Besikta Bilprovning. Hösten 2020 sålde Volati verksamheten till Applus+. 
Bilprovningen är alltså numera ett helstatligt bolag med 95 stationer och närmare 550 anställda (2013).
Den 15 november 2024 offentliggjordes att regeringen beslutat att sälja Bilprovningen till tyska TÜV Rheinland AG genom dotterbolaget TÜV International GmbH. Köpeskillingen uppgick till 1,2 miljarder kronor. TÜV Rheinland beräknas tillträda som ägare i december 2024, bland annat efter prövning enligt lagen om granskning av utländska direktinvesteringar.

## Verkställande direktörer
- 1964–1985: Alexej Pellijeff
- 1986–1987: Ove Rainer
- 1987–1995: Kurt Hugosson
- 1995–2000: Per Egon Johansson
- 2000–2001: Hans Tivéus
- 2001–2012: Magnus Ehrenstråhle
- 2012–2019: Benny Örnerfors
- 2019– : Andreas Myhrman